# Малышев, Игорь Викторович
И́горь Ви́кторович Ма́лышев  (1943 — 28 октября 2018) — советский и российский философ, специалист по проблемам эстетики. Доктор философских наук, профессор. Профессор Российской академии музыки имени Гнесиных. Заслуженный работник культуры Российской Федерации.

## Биография
Родился в 1943 году в Шанхае, а в 1947 году его родители (которые тоже родились в Китае — в Харбине) вернулись на свою первую родину в СССР, на Урал. В городе Верхняя Пышма окончил музыкальную школу, в Свердловске — консерваторию по классу альта (проф. Теря Г. И.), работал в симфоническом оркестре Свердловской филармонии, преподавал в музыкальном училище Нижнего Тагила.
В 1970 году поступил в аспирантуру ГМПИ им. Гнесиных (руководитель профессор С. Х. Раппопорт), написал кандидатскую диссертацию «Произведение искусства и способ его существования», которая при попытке защиты в 1972 году в ГИТИСе была признана недостаточно марксистской («субъективизм», «махизм» и пр.). C 1973 года работал в Ростовском музыкальном педагогическом институте, а в 1979 году защитил ту же диссертацию в МГУ.
В 1985 году переехал в Подольск, стал доцентом РАМ им. Гнесиных, защитил в 1986 году в Тбилисском университете докторскую диссертацию «Эстетическое в системе ценностей», в 1989 стал профессором, читая курс эстетики.
В 1998 году было присвоено звание заслуженный работник культуры Российской Федерации.
В РАМ им. Гнесиных проработал до последних дней своей жизни.
Умер вследствие осложнений после перенесённого инфаркта в ночь на 29 октября 2018 года.

## Семья
Жена — Малышева Мая Яковлевна, художник, доцент, кандидат философских наук по специальности «Эстетика»; дочь Малышева Снежана — художник, поэт.

## Научные труды

### Книги
- Малышев И. В. Эстетическое в системе ценностей. — Ростов н/Д., 1983.
- Малышев И. В., Рыбинцева Г. В. Социодинамика художественного сознания. — Ростов н/Д., 1992. — ISBN 5-8480-0008-5.
- Малышев И. В. Проблема отражения действительности в музыке. — М., 1992. — ISBN 5-7196-0335-2.
- Малышев И. В. Эстетика:курс лекций. — Москва, 1994.
- Малышев И. В. Музыкальное произведение:эстетический анализ. — М., 1999. — ISBN 5-8269-0002-4.
- Малышев И. В. 10 эссе о XX веке. — М., 2003. — ISBN 5-901683-51-x.
- Малышев И. В. Диалектика эстетического. — М., 2006. — ISBN 5-98604-048-1.
- Малышев И. В. Золотой век советской эстетики. — М., 2007. — ISBN 978-5-98604-105-6.
- Малышев И. В. Экзистенция и бытие. — М., 2011. — ISBN 978-5-98604-239-8.
- Малышев И. В. Искусство и философия: От модерна к постмодерну. — М., 2013. — ISBN 978-5-98604-352-4.
- Малышев И. В. Самопознание эстетики. — М., 2016. — ISBN 978-5-98604-507-8.
- Малышев И. В., Малышева М. Я. Жизнь прожить.... — М., 2016. — ISBN 978-5-98604-572-6.

### Статьи в журналах и сборники
- Малышев И. В. Система эстетики в её отличие от общей теории искусства // Философские науки : Ж. — М., 1985. — № 5.
- Малышев И. В. О специфике критерия эстетической оценки // Известия Северо-Кавказского научного центра высшей школы. Серия «общественные науки» : Ж. — Ростов-на-Дону., 1980. — № 2.
- Малышев И. В. Предварительные итоги // Музыкальная академия : Ж. — М., 1992. — № 3.
- Малышев И. В. Экзистенция и бытие // Полигнозис : Ж. — М., 2004. — № 3.
- Малышев И. В. «Лик и лицемерие» // Вестник Московского университета : Ж. — М., 1995. — № 5.
- Малышев И. В. Искусственная реальность постмодерна // Лимузин : Ж. — Киев, 2007. — № 1.
- Малышев И. В. К определению понятия «Музыкальное произведение» // Эстетические очерки : Сб. — М., 1973. — № 3.
- Малышев И. В. O definicii poymu hudobne dielo // Aktualne problemi hudoney estetiky : Сб. — Вratislava., 1980.
- Малышев И. В. Социальные мотивы деятельности // Социальная активность : Сб. — Челябинск, 1981.
- Малышев И. В. Тот, кто «не в ногу» // Маргинальное искусство : Сб. — М., 1999.
- Малышев И. В. Эстетика Франкфуртской школы // Теория художественной культуры : Сб. — М., 2003. — № 7.
- Малышев И. В. Критика идеалистических теорий способа существования музыкального произведения // Вопросы культуры и искусства : Сб. — М., 1974.
- Малышев И. В. Социально-гносеологический анализ эмоционального содержания музыки // Эстетические проблемы музыкознания : Сб. — М., 1988.
- Малышев И. В. Метаморфозы музыкального времени и пространства // Звук.Интонация.Процесс. : Сб. — М., 1998.
- Малышев И. В. Обыватель как субъект культуры // Категории и проблемы культурологии : Сб. — М., 2000.
- Малышев И. В. Конец философии искусства? // Философия  искусства. : Сб. — М., 2003.
- Малышев И. В. Философия в координатах культуры // Философия и культура : Сб. — М., 2008.
- Малышев И. В. Марксизм: известный и неизвестный // Идеологический центр марксизма